# Amphisbaena bahiana
Espèce
Amphisbaena bahiana est une espèce d'amphisbènes de la famille des Amphisbaenidae.

## Répartition
Cette espèce est endémique de l'État de Bahia au Brésil. 

## Publication originale
- Vanzolini, 1964 : Amphisbaena bahiana sp. n., do Brasil (Sauria:Amphisbaenidae). Pilot Registry of Zoology, Ithaca, New York, card no. 8.